# NGC 2358
NGC 2358 je otvoreni skup u zviježđu Velikom psu. 

## Vanjske poveznice
- SEDS: NGC 2358